# San Narciso (Quezon)
San Narciso es un municipio filipino de tercera clase, perteneciente a la provincia de Quezon, en la región de Calabarzon.

## Historia
Hacia mediados del siglo XIX, el lugar, ya por entonces perteneciente a la provincia de Tayabas, tenía contabilizada una población de 1114 habitantes, repartidos en cien casas. Aparece descrito en el segundo volumen del Diccionario geográfico, estadístico, histórico de las Islas Filipinas (1851) de Manuel Buzeta Núñez y Felipe Bravo con las siguientes palabras:

NARCISO (San): pueblo con cura y gobernadorcillo, en la isla de Luzon, prov. de Tayabas, dióc. de Nueva-Cáceres; sit. en terreno llano y clima templado. Tiene unas 100 casas, la de comunidad y la parroquial, que está junto á la igl. parr., la cual es de buena fábrica y se halla servida por un cura secular. Comunícase este pueblo con sus inmediatos por medio de caminos en no muy buen estado, y recibe de la cab. de la prov. el correo semanal que hay establecido. El terreno es montuoso, habiendo tambien algunas llanuras donde los naturales tienen las sementeras. prod. arroz, maiz, ajonjolí, legumbres y frutas. ind.: la agricultura y la fabricacion de varias clases de telas. pobl. 1,114 alm., 283 ½ trib., que hacen 2,835 rs. plata, equivalentes á 7,087 ½ rs. vn.
(Buzeta y Bravo, 1851, p. 355)

En 2020, tenía censados 51 058 habitantes.